# KARKADOR
KARKADOR（カルカドル）は、日本の音楽グループP-MODELの6枚目のアルバム。1985年10月25日にアルファレコードより発売された。1992年2月21日にCD化された後、2007年7月25日にソニー・ミュージックダイレクトよりデジタルリマスタリングされ、紙ジャケット仕様で発売された。2025年4月23日にソニー・ミュージックダイレクトより再度デジタルリマスタリングされ（リマスタリングは砂原良徳が担当）、LPとBlu-spec CD2で再販。

## 概要
カセットブック「SCUBA」を経て、マンドレイク時代からのメンバーである田井中貞利が脱退してから初めてとなるオリジナルアルバム。
アルファレコードに移籍してから初めてのアルバムであり、ミックスダウン時のエンジニアの仕事についてメンバーは苦言を呈している。
平沢の心理カウンセラーの勧めで夢日記を採用し、平沢進の歌詞は夢をそのまま言葉にした。横川理彦のヴァイオリンもフィーチャーされており前作「ANOTHER GAME」までとはかなり様相が異なる。
ジャケットはリーダーの平沢進の兄、平沢裕一がデザインしている。ジャケットの人形は折茂昌美が気に入り譲り受けていたが、2013年に裕一が「GAZIO」をオープンした際に返却され、同店に展示されていた。

## 制作の背景
オリジナルメンバーである田中靖美の脱退後、平沢のワンマンバンド色が強くなっていったP-MODELだが、かねてから親交のあったバンド4-Dのメンバーだった横川理彦が加入した事により、ワンマンバンド色は幾分薄まっていった。
しかし、平沢の精神状態は益々不安定になっていき、「『カルカドル』ではきちんとコンセプトを持ったアルバムを作ろうとは思っていました。しかし、わたしの状態がぐずぐずで、そうはならなかったんです。」と述懐している。
80年代のP-MODELはライヴで練り上げた曲をアルバムに収録することが多かったが、本作だけはリリース前に「旬Ⅱ」(→「1778-1985」)以外の曲がライヴで演奏されることはなく、P-MODELのメンバーはほぼ楽曲が完成した状態のデモ・テープを作成してからレコーディングに臨んだ。
こうしたコンセプトの元で行われたライブはパワー、テクニック、スピードを兼ね揃えたP-MODEL史上もっともファンキーなステージングと称された。しかし、テンションの高さゆえか内部衝突も激しかった。
後年、平沢は「（横川と）傍から見ると険悪に見える事もあるくらいにやりあってた」と語り、横川がバンドから来るストレスで脱退したことを明かしている。また、キーボーディストの三浦俊一は後に当時の心境を次のように語っている。
横川も本作の制作に関して以下のように苦言を呈している。
バンドの方向性に疑念を感じた三浦と横川はアルバム発売のわずか2か月後に脱退しており、本作収録曲の殆どがカルカドル・ツアーでしか演奏されていない。しかし「サイボーグ」や「LEAK」は平沢によって何度かリメイクされており、その後の解凍期や平沢ソロライブでも演奏されている。

## 楽曲解説
KARKADOR
内田洋行のCMソングとして使われた。間奏のバイオリンは横川が弾いている。横川の脱退後はキーボードがフィーチャーされている。
ダンス素凡夫
2023年5月10日に三浦がmiuratron名義でアレンジを行い、デジタル・シングル『ダンス素凡夫 sg』に収録され、Bandcampにて配信された。
サイボーグ
1991年のP-MODELの再結成時(解凍期)にリメイクされ、アルバム『LIVEの方法』に収録されている。
1996年には、小西健司と平沢のコラボユニット『不幸のプロジェクト』により、リメイクされて「局留め不幸」としてアルバム『不幸はいかが？』に収録されている。
また、平沢ソロライブでも頻繁に演奏されており、1995年にはタイの歌手スナリーラチャシマの台湾民謡の「高山青」のカヴァーである「คนงามภูพาน」をリップシンクするゲストのMiss Nをフィーチャーした「タイ・ヴァージョン」がSim Cityツアーで演奏された。ただしこの時は間奏までしか歌われず、2007年にライブ『PHONON2550』で演奏されるまで完奏はされなかった。この時は「คนงามภูพาน」のパートをMEIKOが歌っている。2012年のライブ『PHONON2555』でも演奏され、オリジナルでドラムスを務めた荒木がティンパニを叩いている。2017年の『第9曼荼羅』大阪公演ではオープニングナンバーとして再度リメイクされ、出囃子と共に『第9曼荼羅大阪公演メモリアル・パッケージカード』で配信された。
1778-1985
1985年に平沢が率いる音楽ユニット『旬』にて発表された楽曲「旬II」のリアレンジ。
1994年のメンバー再編時(改訂期)にリメイクされ、ライブVHS・DVD『ENDING ERROR』に収録されている。
2023年の平沢ソロライブ『HYBRID PHONON 2566』ではオリジナル版である「旬II」に近いアレンジで演奏された。
LEAK
解凍期にリメイクされ、アルバム『LIVEの方法』に収録されている。
平沢のソロデビュー直後にライブで演奏されていた。2010年には平沢ソロアルバム『突弦変異』でリメイクされたものが収録されている。
オール
サビでは横川がボーカルを担当している。
PIPER
4-D時代に横川が制作した「PIPER IN THE WOODS」とは全くの別物。

## 収録曲
- 全編曲：P-MODEL

| #         | タイトル                                | 作詞             | 作曲               | 時間  |
| --------- | --------------------------------------- | ---------------- | ------------------ | ----- |
| 1.        | 「KARKADOR」                            | 平沢進           | 平沢進             | 2:58  |
| 2.        | 「オルガン山にて（On The Organ-Yama）」 | 平沢進           | 平沢進             | 3:13  |
| 3.        | 「ダンス素凡夫（Dance Subomp）」        | 三浦俊一・平沢進 | 三浦俊一・横川理彦 | 4:19  |
| 4.        | 「サイボーグ（Cyborg）」                | 平沢進           | 平沢進             | 3:32  |
| 5.        | 「1778-1985」                           | 平沢進           | 平沢進             | 4:14  |
| 6.        | 「LEAK」                                | 平沢進           | 平沢進             | 4:19  |
| 7.        | 「オール（Oar）」                       | 横川理彦         | 横川理彦           | 4:05  |
| 8.        | 「HOURGLASS」                           | 平沢進           | 横川理彦・平沢進   | 3:17  |
| 9.        | 「PIPER」                               | 横川理彦・平沢進 | 横川理彦・平沢進   | 5:52  |
| 10.       | 「KAR￠ADOR」                           | -                | 平沢進             | 0:48  |
| 合計時間: | 合計時間:                               | 合計時間:        | 合計時間:          | 36:38 |

## リリース履歴
| リリース日        | レーベル                       | 規格 | 規格品番   | 備考                                       |
| ----------------- | ------------------------------ | ---- | ---------- | ------------------------------------------ |
| 1985年10月25日    | アルファレコード               | LP   | ELR-28002  |                                            |
| 1992年2月21日     | アルファミュージック           | CD   | ALCA-258   |                                            |
| 1994年12月21日    | アルファミュージック           | CD   | ALCA-9134  |                                            |
| 2002年5月10日     | ケイオスユニオン/TESLAKITE     | CD   | CHTE-0009  | ボックスセット『太陽系亞種音』Disc5        |
| 2007年7月25日     | ソニー・ミュージックダイレクト | CD   | MHCL-1136  | 紙ジャケット仕様                           |
| 2012年4月12日     | ソニー・ミュージックダイレクト | CD   | MHCL-1136  | 紙ジャケット仕様、限定再プレス盤           |
| 2025年4月23日予定 | ソニー・ミュージックダイレクト | CD   | MHCL-31039 | Blu-spec CD2、砂原良徳によるリマスタリング |
| 2025年4月23日予定 | ソニー・ミュージックダイレクト | LP   | MHJL-416   | バーニー・グランドマンによるカッティング   |

## 参加ミュージシャン
- 平沢進 - ボーカル、ギター
- 横川理彦 - ベース、ヴァイオリン、オカリナ、ボーカル(「オール」)、バックグラウンド・ボーカル
- 三浦俊一 - キーボード、バックグラウンド・ボーカル
- 荒木康弘 - ドラムス、パーカッション